# Conferência Episcopal da Índia de Rito Latino
A Conferência Episcopal da Índia de Rito Latino (C.C.B.I., em inglês:  Conference of Catholic Bishops of India) é uma conferência episcopal dos bispos da Igreja Católica na Índia que seguem o rito latino. É uma das conferências que formam a Conferência dos Bispos Católicos da Índia, junto com o sínodo da Igreja Católica Siro-Malabar e o sínodo da Igreja Católica Siro-Malancar.

## História
Em 1944, a primeira Conferência de Bispos indianos foi criada como "Conferência dos Bispos Católicos da Índia" (CBCI). Quando as Conferências Episcopais Nacionais obtiveram reconhecimento jurídico e estrutural no Concílio Vaticano II, a CBCI começou a se reorganizar com infraestruturas como Comissões Nacionais, Conselhos Regionais de Bispos e Organizações Nacionais trabalhando sob sua orientação e diretrizes.
Após uma visita apostólica à Índia em 1986, o Papa João Paulo II escreveu uma carta apostólica aos bispos indianos em 28 de maio de 1987, cujo importante texto cita que "os bispos de cada um dos três ritos têm direito estabelecer seus próprios órgãos episcopais de acordo com sua própria legislação eclesiástica. A Conferência Nacional (isto é, a C.B.C.I.) de todos os Bispos Católicos da Índia deve continuar para questões de interesse comum e de caráter nacional e supra-ritual, como por exemplo, Doutrina e Moral, Organizações de caráter nacional e supra-ritual, questões envolvendo a Igreja Católica e o Governo, etc."
A CBCI em sua Assembleia Geral em abril de 1988 decidiu que todas as três Igrejas com rituais praticados no país poderiam ter seu próprio corpo episcopal. Assim, os bispos da igreja de rito latino iniciaram sua própria Conferência Episcopal no mesmo encontro e a chamaram de "Conferência dos Bispos Católicos da Índia - Rito Latino" (CCBI-LR). Em janeiro de 1994, a Santa Sé aprovou seus Estatutos.
Atualmente o CCBI é composto por 132 dioceses e 190 bispos.

## Presidentes
- Henry Sebastian D’Souza (1988 – 1992)
- Simon Ignatius Pimenta (1993 – 1997)
- Marianus Arokiasamy (1997 – 1999)
- Henry Sebastian D’Souza (1999 – 2002)
- Telesphore Placidus Toppo (2002 – 2005)
- Oswald Gracias (2005 – 2011)
- Telesphore Placidus Toppo (2011 – 2013)
- Oswald Gracias (2013 – 2019)
- Filipe Neri do Rosário Ferrão (desde 2019)